# Ypthima jezoensis
Ypthima jezoensis är en fjärilsart som beskrevs av Matsumura 1928. Ypthima jezoensis ingår i släktet Ypthima och familjen praktfjärilar. Inga underarter finns listade i Catalogue of Life.